# دریاچه سالیناس
دریاچه سالیناس (انگلیسی: Lake Salinas) یک دریاچه نمکی در منطقه ارکیپا در پرو است. این دریاچه نمک در استان ارکیپا قرار دارد.